# Префектура Аичи
Префектура Аичи (Јапански:愛知県; Aichi-ken) се налази у региону Чибу. Главни град је Нагоја.

## Области
Префектуру Аичи чини седам области:
- Област Аичи
- Област Ама
- Област Чита
- Област Киташитара
- Област Нишикасугај
- Област Нива
- Област Нуката

### Градови
У префектури Аичи налази се 38 градова.
- Аисаи
- Ама
- Анџо
- Чирју
- Чита
- Гамагори
- Ханда
- Хекинан
- Ичиномија
- Иназава
- Инујама
- Ивакура
- Карија
- Касугај
- Китанагоја
- Кијосу
- Комаки
- Конан
- Мијоши
- Нагакуте
- Нагоја (главни град)
- Нишио
- Нисшин
- Оказаки
- Обу
- Овариасахи
- Сето
- Шинширо
- Тахара
- Такахама
- Токонаме
- Токај (Јапан)
- Тојоаке
- Тојохаши
- Тојокава
- Тојота
- Цушима
- Јатоми

- Гамагори
- Инујама
- Нагоја
- Тојота
- Цушима

### Вароши и села
Вароши и села по областима:
- Област Аичи
  - Того
- Област Ама
  - Кание
  - Охару
  - Тобишима
- Област Чита
  - Агуј
  - Хигашиура
  - Михама
  - Минамичита
  - Такетојо
- Област Киташитара
  - Шитара
  - Тоеј
  - Тојоне
- Област Нишикасугај
  - Тојојама
- Област Нива
  - Фусо
  - Огучи
- Област Нуката
  - Кота

- Кание
- Минамичита
- Тојоне
- Огучи
- Кота

### Спајање насеља и формирање нових
Овде је дат списак спајања у префектури Аичи, Јапан у Хејсеј периоду (тј. тренутно раздобље). У списку су наведена спајања од 1. априла 1999. до данас.
- 20. августа 2003. - варош Тахара апсорбује град Акабане, (оба су припадала области Ацуми) и постаје град Тахара.
- 1. априла 2005. године - вароши Хеива и Собуе, (оба су припадала области Накашима) су спојени у проширени град Иназава. Као резултат овог спајања је укидање области Накашима.
- 1. априла 2005. - град Бисај, и град Кисогава (из области Хагури) су спојени у проширени град Ичиномија. Као резултат овог спајања је укидање области Хагури.
- 1. априла 2005. године - вароши Саиа и Саори и села Хачикај и Тацута (сви из области Ама) су спојени и формирали град Аисај.
- 1. априла 2005. године - варош Фујиока и село Обара (оба из области Нишикамо), заједно са варошима Асахи, Асуке и Инабу и селом Шимојама (сви из области Хигашикамо) су спојени у проширени град Тојота. Као резултат овог спајања је укидање области Хигашикамо.